# کندی (مینه‌سوتا)
کندی، مینه‌سوتا (به انگلیسی: Kennedy, Minnesota) یک شهر در ایالات متحده آمریکا است که در شهرستان کیتسان، مینه‌سوتا واقع شده‌است.

## خصوصیات
کندی ۱٫۰۹ کیلومترمربع مساحت و ۱۹۳ نفر جمعیت دارد و ۲۵۲ متر بالاتر از سطح دریا واقع شده‌است.